# 韋爾比夫卡 (巴拉克利亞市鎮)
韋爾比夫卡（烏克蘭語：Вербівка），是烏克蘭東部哈爾科夫州伊久姆區巴拉克利亚市镇内的村落，處於巴拉克利卡河畔，始建於1830年，面積3.40平方公里，海拔高度83米，2001年人口3,515。